# YC-122 空中卡車
YC-122 空中卡車（英語： / Chase XCG-18A，公司內部編號：Chase MS.7）是一款由大通飛機公司於1940年代研發的軍用運輸機。該機最初是滑翔機，但後來加裝動力。C-122的設計基於CG-14，但尺寸要大得多，並採用全金屬結構。機身橫斷面為長方形，後部設有裝載坡道。主要起落架安裝在機身兩側並固定，而前輪可伸縮。

## 發展

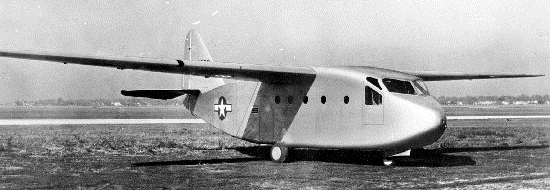
XCG-18A原型機

美國陸軍航空軍在第二次世界大戰使用運輸滑翔機的經驗表明，類似的飛機在戰後發揮著重要作用，但與如同消耗品的木製突擊滑翔機相比，這種飛機能夠承載更重的負載，並且具有更高的可恢復性。大通的CG-14獲選並於1947年1月與美國空軍訂購了該飛機的放大金屬版本，最初指定為XCG-14B，但重新指定為XCG-18A。該原型機於當年12月首飛，並成為世界上第一架全金屬運輸滑翔機。而CG-18主要改進之一是使用更薄的機翼部分，這允許高拖曳速度，並且像P-47戰鬥機這樣的小型飛機能夠將其拖到空中並釋放。
1948年3月，美國空軍（已改組）又訂購了四架飛機，型號為XG-18A，第五架配備發動機，型號為YC-122。空軍最終放棄開發突擊滑翔機，但繼續開發動力型滑翔機，並購買了另外兩架YC-122A進行評估，並將裝有新發動機的第二架重新命名為YC-122。該飛機成為YC-122C的基礎。
美國空軍共訂購9架，儘管它們在評估中表現良好（首先在田納西州蘇瓦特空軍基地測試，後來在俄克拉荷馬州阿德莫爾空軍基地)，但美國空軍認為小型運輸機不再必要而取消了該項目。而剩餘的9架則服役於阿德莫爾空軍基地。到1955年2月，至少一名飛行員（第16航運中隊第463航運聯隊的 Phillip C. Gromley 上尉）駕駛該機時常達到了1,000小時。 到1955年7月，所有YC-122均被C-123運輸機取代。最後一架YC-122C於1955年8月30日飛往亞利桑那州土桑的戴維斯-蒙森空軍基地。 
退役後，其中一架YC-122的機身用於建造X-18試驗機。

## 型號

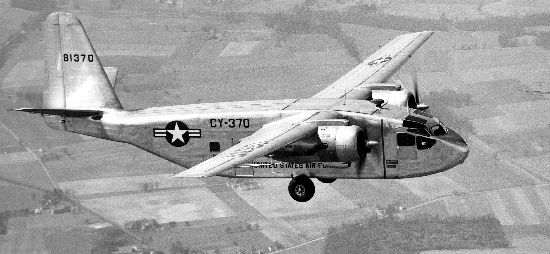
1架飛行中的YC-122

Chase MS.7
XCG-14B/XCG-18A的公司名稱
XCG-18A
重新命名的XCG-14B
XG-18A
修改後的滑翔機版本，共4架
YC-122
動力原型機版本,1架配備普惠R-2000-11發動機的XG-18A
YC-122A
修改過後的YC-122，共2架
YC-122B
一台改裝莱特 R-1820-101的YC-122A
YC-122C
最終服役版本，共9架

### 註記
1. ↑  Bridgman 1951, pp. 214c–215c.
2. ↑  World Aircraft Information Files, File 891 Sheet 26. London: Bright Star Publishing.
3. ↑  Hearst Magazines. . Popular Mechanics (Hearst Magazines). April 1948: 154.
4. ↑  Simmons, G. "Chronological Reminders Of The Past." 的存檔，存档日期2012-04-02. Ardmore Air Force Base, 2014. Retrieved: 26 January 2014.

### 書籍
- Bridgman, Leonard. Jane's All The World's Aircraft 1951–52.London: Sampson Low, Marston & Co. Ltd, 1951.
- Taylor, Michael J. H. Jane's Encyclopedia of Aviation. London: Studio Editions, 1989. ISBN 0-517-69186-8.
- World Aircraft Information Files, File 891 Sheet 26–27. London: Bright Star Publishing, 1989.

## 外部連結
- YC-122C Brochure （页面存档备份，存于）